# 千種寮
千種寮（ちぐさりょう）は、千葉工業大学が設置・管理していた学生向けの学生寮（男子寮）である。千葉工業大学の学生寮の歴史は1942年（昭和17年）の旧制大学時代までさかのぼる。現在の千種寮は旧制大学時代から数えて6代目にあたり、1963年（昭和38年）から1967年（昭和42年）にかけて千種校地に建設され2015年まで50年の歴史を歩み閉寮した。

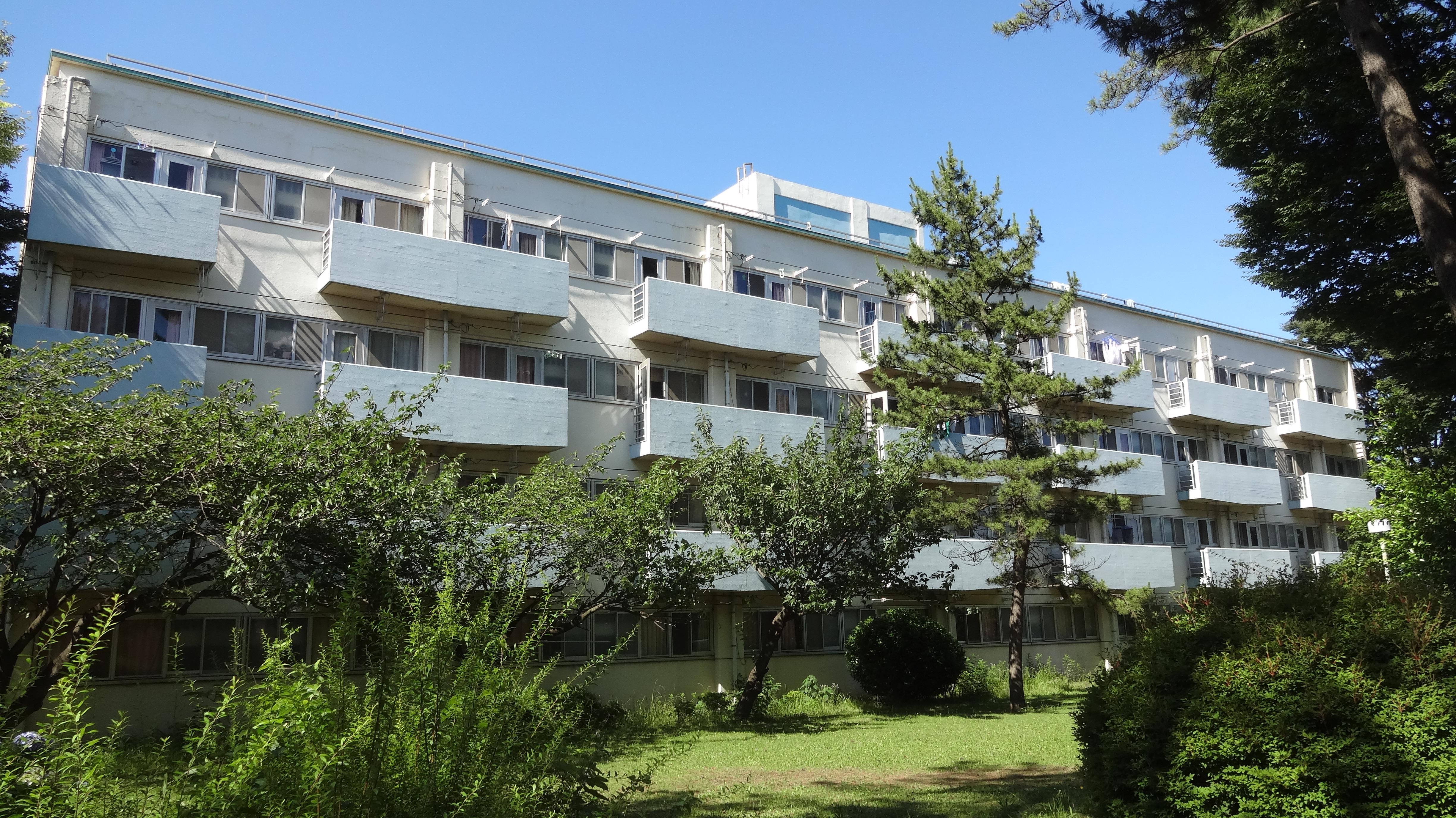
千種寮　一棟近影RC構造4階建てで、ベランダがついている。

2015年より、千葉県習志野市にある千葉工業大学新習志野キャンパス内に7代目の桑逢寮が開寮した。
寮のモットーは、共に起き、共に食い、共に歌ひ、共に働き、共に遊ぶ

## 概要
- 所在地 - 千葉県千葉市花見川区千種町の千種校地内に存在する。
- 収容人数 - 372名
- 対象 - 千葉工業大学に在籍する男子学生（※学部生のみ）

## 沿革
- 1960年（昭和35年） - 財団法人千葉工業大学が千種校地を買収
- 1963年（昭和38年）8月23日 - 財団法人千葉工業大学が「施設整備5カ年計画」を発表、千種寮建設構想が出る
- 1963年（昭和38年）9月15日 - 第1棟の建設が着工され、千種寮の建設が始まる
- 1964年（昭和39年）4月11日 - 1号棟が完成し150名が入寮
- 1965年（昭和40年）- 2号棟が完成
- 1966年（昭和41年）- 3号棟が完成
- 1967年（昭和42年）- 4号棟が完成、千種寮の建設が完了
- 2009年（平成21年）1月24日 - 寮内で集団食中毒事件が発生[3]

- 2014年（平成26年）- 3月末をもって閉寮[4]

## 主な年間行事
（春季休業期間）
- 3月31日 - 新入生入寮式
- 4月 - 新入生オリエンテーション、防災訓練
- 6月 - 大運動会

（夏季休業期間）
- 9月 - 交通安全講習会
- 10月 - 千種寮祭
- 12月 - 4年生歓送会

（冬季休業期間）
- 1月 - 寮生表彰式

1年間を通して1か月に1回程度、寮生総会が開かれる。寮友会が主体となり棟別対抗の競技会や祝賀会などがある。

## 千種寮歌
- 『清らかなる』 - 1965年（昭和40年） 石蔵純生（電子工学科4年）作詞・作曲、吉田精一 補訂
- 『千種よ』 - 1965年（昭和40年） 小倉玲子（千種寮勤務事務職員）作詞・作曲、吉田精一 補訂
- 『ふるさと遠く』 - 1965年（昭和40年） 佐藤勝三（電子工学科4年）作詞・作曲、吉田精一 補訂

寮歌以外に各棟ごとに棟歌があり寮祭などのイベントの時に唱歌される。

## 周辺
- 千葉県立犢橋高等学校
- 千葉市立犢橋中学校
- 千葉北警察署
- こてはし温水プール
- 柏井浄水場

## アクセス・最寄駅
- JR新検見川駅から
  - 京成バス
    - いきいきプラザ 行き／草野車庫 行き 「鉄工団地」下車
    - こてはし団地 行き 「団地中央」下車
- 京成八千代台駅から
  - 京成バス
    - いきいきプラザ 行き　「鉄工団地」下車